# Lac Hocquart
Pour les articles homonymes, voir Hocquart.
Le lac Hocquart est un plan d'eau douce traversé par la rivière Pika sur le bassin versant de la rivière Pikauba et de la rivière Saguenay. Le lac Hocquart est situé dans le territoire non organisé de Lac-Achouakan, dans la municipalité régionale de comté (MRC) de Lac-Saint-Jean-Est, dans la région administrative de la Saguenay–Lac-Saint-Jean, dans la province de Québec, au Canada. Ce lac est situé dans la réserve faunique des Laurentides.
Cette petite vallée est desservie indirectement par la route 169 et quelques routes secondaires pour les besoins de la foresterie, des activités récréotouristiques.
La foresterie constitue la principale activité économique du secteur ; les activités récréotouristiques, en second.
La surface du lac Hocquart est habituellement gelée du début de décembre à la fin Mars, toutefois la circulation sécuritaire sur la glace se fait généralement de la mi-décembre à la mi-Mars.

## Géographie
Les principaux bassins versants voisins du lac Hocquart sont :
- côté nord : lac Pika, rivière Pika, lac Custeau, lac Scott, lac Clarence-Gagnon, rivière Pikauba ;
- côté est : ruisseau Gobeil, lac Gobeil, rivière aux Canots Est ;
- côté sud : lac Larivière, lac du Panache, rivière aux Canots ;
- côté ouest : lac Pika, lac Neptune, lac Pluton, lac Cadieux, lac Audubon, ruisseau à la Raquette, ruisseau de l’Écluse, ruisseau Sancto, rivière aux Écorces[2].

Le lac Hocquart comporte une longueur de 2,3 km en forme de chapeau à palette, une largeur de 0,6 km et une altitude de 555 m.
Ce lac est surtout alimenté par la rivière Pika (venant de l’ouest), par le ruisseau Gobeil (venant de l’est) et par la décharge (venant du sud) du lac Larivière. L’embouchure de ce lac est située à :
- 1,9 km au nord-est du lac Pika ;
- 2,7 km au nord du lac du Panache (versant de la rivière aux Canots) ;
- 5,3 km au sud-est du lac Morin ;
- 6,6 km au nord-ouest de la confluence de la rivière aux Canots et rivière aux Canots Est ;
- 6,2 km au sud-ouest de la route 169 ;
- 6,8 km au sud de la confluence de la rivière Hocquart et de la rivière Pikauba ;
- 12,7 km à l’est de la rivière aux Écorces[2].

À partir de l’embouchure du lac Hocquart, le courant suit consécutivement le cours de la rivière Pika sur 17,8 km vers le nord, le cours de la rivière Pikauba sur 35,0 km vers le nord jusqu’à la confluence avec le lac Kénogami ; il traverse ce lac sur 17,6 km vers le nord-est jusqu’au barrage de Portage-des-Roches ; il suit le cours de la rivière Chicoutimi sur 26,2 km vers l’est, puis le nord-est et le cours de la rivière Saguenay sur 114,6 km vers l’est jusqu’à Tadoussac où il conflue avec l’estuaire du Saint-Laurent.

## Toponymie
Ce toponyme évoque l’œuvre de vie de Gilles Hocquart (1694-1783), né à Mortagne-au-Perche (France). Après avoir été contrôleur du port de Rochefort, il vint en 1729 s’établir à Québec, comme commissaire ordonnateur et intendant intérimaire de la Nouvelle-France, afin de remplacer Claude-Thomas Dupuy ; il fut confirmé dans ses fonctions en 1731. En une vingtaine d'années, Gilles Hocquart fit progresser le peuplement et l'agriculture, notamment en octroyant des seigneuries dans la région du lac Champlain et en Nouvelle-Beauce. Il assura le parachèvement du chemin du Roi, sur la rive gauche du fleuve Saint-Laurent, en plus d'encourager la construction navale, le développement des exportations, la production industrielle aux Forges du Saint-Maurice, tout en maintenant un assez bon équilibre des finances publiques. De retour en France en 1748, il fut d'abord, jusqu'en 1763, intendant du port de Brest et, à ce titre, il demeura en contact avec la colonie en aidant plusieurs Acadiens déportés à s'établir en France et en assurant l'armement de navires à destination de Québec pendant la guerre de Sept Ans. Gilles Hocquart fut nommé conseiller d'État en 1764 et, jusqu'à son décès, il se vit confier l'intendance des classes de la Marine.
L'une de ses principales réalisations a été la construction d’un dépôt au palais de l'Intendant, à Québec, où l'ensemble des registres et documents minutés de la colonie sont entreposés. Malgré le refus du roi de France, Gilles Hocquart fait aménager cet endroit pour conserver en lieu sûr les documents officiels de la colonie. Plusieurs historiens du Canada français soulignent que son entêtement face au roi aurait permis de conserver une part substantielle des archives écrites aux XVIIe et XVIIIe siècles.
Le toponyme « lac Hocquart » a été officialisé le 5 décembre 1968 par la Commission de toponymie du Québec.